# كوليريتو كاستلنوفو
كوليريتو كاستيلنوفو هي بلدية في مدينة تورينو الكبرى في منطقة بيمنتة الإيطالية، تقع حول 40 كيلومتر (25 ميل) شمال تورينو.
تقع حدود كوليريتو كاستلنوفو
على البلديات التالية: كاستيلامونتي وسينتانو وبورجالو وكاستلنوفو نيجرا .